# Templo de Mendoza, Argentina
El Templo de Mendoza, Argentina es uno de los templos en operaciones de la Iglesia de Jesucristo de los Santos de los Últimos Días ubicado a un costado de la avenida Chandon de la ciudad de Las Heras. Es el templo 197 dedicado por la iglesia y el cuarto templo SUD en Argentina. Previo a su construcción, los fieles de la región vijaban unos 650 km para asistir al templo de Córdoba para sus ceremonias eclesiásticas.

## Anuncio
Los planes para la construcción del templo en Mendoza fueron anunciados por Russell M. Nelson durante la conferencia general de la iglesia el 7 de octubre de 2018. El evento relacionado con la ceremonia de la primera palada fue anunciado en una carta a las autoridades locales de Argentina. La ceremonia, que incluye una oración dedicatoria del lugar de construcción, tuvo lugar el 8 de noviembre de 2018, el mismo mes de la ceremonia del templo de Salta, Argentina, presidida los líderes de La Iglesia de Jesucristo de los Santos de los Últimos Días en Sudamérica. Es la primera vez desde 1999 que dos templos del mismo país tienen su ceremonia de la primera palada el mismo año. Ello ocurrió luego en 2022 con la primera palada del templo de Querétaro y el templo de Torreón en México.
Solo aquellos con invitación previa asisistieron a la ceremonia, incluyendo líderes eclesiásticos locales e intendentes de las alcaldías que rodean al templo. El 23 de junio de 2020, la iglesia publicó una representación oficial del exterior del templo de Mendoza, de una sola planta y de aproximadamente 21 000 pies cuadrados (1951,0 m²). Los planos también contemplaban la construcción de un centro de reuniones y un centro de recepción para visitantes en el lugar. El templo fue construido con una sola torre, con proporciones clásicas que armonizaban con los edificios de la región de Mendoza. Los vitrales artísticos lucirían la flor jarilla, autóctona de la región.

## Construcción
Para junio de 2021, el terreno se había preparado con maquinaria pesada aclarando vegetación, rocas y escombros así como la nivelación del contorno de la fundación del nuevo edificio. Un centro de reuniones será construido adyacente al templo para reuniones dominicales. El templo de Mendoza cuenta con dos salones para ordenanzas SUD y dos salones de sellamientos matrimoniales. El edificio fue edificada en hormigón y acero estructural y revestida con piedra caliza tipo Moleanos extraída en canteras de Portugal.

## Dedicación
Al concluir la construcción del edificio, la iglesia patrocinó una jornada de puertas abiertas del 22 de agosto hasta el 7 de septiembre de 2024. El templo fue dedicado para sus actividades eclesiásticas por Ronald A. Rasband, miembro del Cuórum de los Doce Apóstoles de la iglesia, el 22 de septiembre en dos sesiones. Las sesiones fueron transimitidas a los centros de reuniones del las localidades circundantes al templo. Rasband hizo mención de una bellota que, en el Folclore mormón, es considerada el cumplimiento de una profecía realizada en 1926 por su colega de los apóstoles SUD Melvin J. Ballard, diciendo que la predicación crecerá lentamente como un roble crece lentamente de una bellota.